# Mission Hill
Mission Hill è una serie televisiva animata statunitense del 1999, creata da Bill Oakley e Josh Weinstein e prodotta da Colin A.B.V. Lewis.
La serie è stata trasmessa per la prima volta negli Stati Uniti su The WB dal 24 settembre 1999 al 16 luglio 2000 e su Adult Swim dal 14 luglio all'11 agosto 2002, per un totale di 13 episodi prodotti (su 18 programmati) ripartiti in una stagione.
La serie è stata interrotta dopo due episodi da The WB a causa di valutazioni scarse. Nell'estate del 2000 viene riproposta sulla stessa rete, tuttavia viene cancellata dopo altri quattro episodi. Mission Hill ha sviluppato un seguito di culto grazie alle ripetute trasmissioni di tutti e 13 gli episodi sul blocco Teletoon Unleashed di Teletoon, su Adult Swim di Cartoon Network e su Too Funny To Sleep di TBS. La serie era nota precedentemente come The Downtowners, tuttavia l'esistenza della serie animata Downtown di MTV ha costretto i creatori a cambiare il nome.
La serie è divenuta popolare anche grazie alle trasmissioni al di fuori degli Stati Uniti e del Canada, come in Australia, Europa orientale, America Latina, Spagna e Nuova Zelanda. Stilisticamente, la serie è riconoscibile per la sua brillante tavolozza di colori basata sul neon e presenta una peculiare miscela di animazione moderna e disegni tradizionali "da cartone animato". Lo stile ricorda i cartoni animati della Warner Bros. prodotti tra gli anni '30  e gli anni '50, così come i cartoni della Hanna-Barbera degli anni '60. I disegni sono stati realizzati da Lauren MacMullan, che cita la serie a fumetti Eightball come fonte di ispirazione per il suo design complessivo.

## Trama
Ambientata nel mondo degli adolescenti, la serie segue le vicende di un ragazzo alla moda di nome Andy French, il cui fratello adolescente Kevin si trasferisce con lui e i suoi coinquilini in un loft di una grande città.

## Episodi
| Stagione       | Episodi | Prima TV USA | Prima TV Italia |
| -------------- | ------- | ------------ | --------------- |
| Prima stagione | 13      | 1999-2002    | inedita         |

## Produzione

### Ideazione e sviluppo
Il creatore Josh Weinstein scelse il nome Mission Hill in riferimento alle varie sezioni cittadine chiamate proprio in questo modo, come fatto con Springfield della serie animata I Simpson (nella quale gli stessi Weinstein e il co-creatore Bill Oakley hanno lavorato).
Quando la Warner Bros. acquistò Mission Hill nel 1997, The WB stava cercando di capire quale tematica associare alla rete. La rete stava cercando la sua versione della serie animata I Simpson e voleva cogliere l'occasione per due dirigenti esecutivi che si stavano divertendo nella serie della Fox, aspirando anche ad altre idee che avevano in mente. Secondo il creatore Bill Oakley: "Tra il 1997 e il 1999, quando The WB ha trasmesso Mission Hill, la rete si è "ridefinita". Programmi come Buffy l'ammazzavampiri erano stati cancellati e The WB aveva qualcosa da dimostrare: che poteva competere con le altre grandi reti. Mission Hill decise la rete, apparteneva a un blocco di programmazione a tarda notte che includeva The Jamie Foxx Show". Sapendo che Mission Hill non aveva nulla in comune con The Jamie Foxx Show o altre serie programmate per apparire al suo fianco, Oakley e Josh Weinstein si sono chiesti perché la rete fosse interessata al programma dall'inizio nonostante Mission Hill avesse la comicità comune delle sitcom tradizionali. Weinstein ha riconosciuto questo come il motivo per cui The WB abbia mostrato un remoto interesse per la serie. Sebbene lui e Oakley non abbiano mai affermato che Mission Hill sarebbe stato il prossimo I Simpson, i dirigenti di The WB erano fiduciosi che avrebbero potuto imbattersi nell'impresa. Dopo l'ottava stagione de I Simpson, Weinstein e Oakley abbandonarono la serie e la Fox, armati di un accordo per produrre Mission Hill presso The WB. Per l'ispirazione, hanno attinto alle esperienze di una varietà di amici, compresi quelli del creatore de I Simpson, Matt Groening.
Dopo la cancellazione della serie, Oakley ha dichiarato l'improbabilità di un ipotetico ritorno della serie poiché la Warner Bros. ne detiene ancora i diritti.
L'8 febbraio 2020, Oakley ha pubblicato parte di uno script in collaborazione con Weinstein riconducibile ad un possibile ritorno di Mission Hill. Il 30 giugno dello stesso anno, Oakley ha confermato i piani per lo sviluppo di uno spin-off provvisoriamente intitolato Gus and Wally, che sarà ambientato sei mesi dopo la conclusione della serie.